# Natalie Simanowski
Natalie Simanowski (* 20. Juli 1978 in Lingen (Ems) als Natalie Heskamp) ist eine deutsche Radsportlerin.

## Leben
1999 ging Natalie Simanowski nach München und arbeitete dort als Kinderkrankenschwester. Im Jahr 2000 errang sie zwei Vize-Landesmeistertitel in der Leichtathletik. Im selben Jahr lernte sie ihren späteren Ehemann kennen. Am 25. Juni 2003 wurde sie in München von einem psychisch Kranken mit einem Messer angegriffen. Durch die Verletzung des Rückenmarks wurde sie inkomplett querschnittgelähmt. Sie arbeitete aber weiterhin als Kinderkrankenschwester in der ambulanten Pflege. 2004 fuhr Natalie Simanowski das erste Mal ein Radrennen beim Dolomiten-Radmarathon über 57 Kilometer. 2005 erhielt sie eine Einladung zum Sichtungslehrgang des Deutschen Behinderten Sportverbands, wurde in den Förderkader aufgenommen und startet in der Klasse für Oberschenkelamputierte ohne Prothese oder denen Gleichgestellte (LC 3). Seitdem ist sie international im Radsport erfolgreich. Neben dem Radsport betreibt sie noch Rollstuhlbasketball.
Für den Gewinn der beiden Silbermedaillen im 500-m Zeitfahren und in der Einzelverfolgung bei den Paralympischen Spielen in Peking 2008 erhielt sie von Bundespräsidenten das Silberne Lorbeerblatt.
Natalie Simanowski ist verheiratet. Im April 2009 erschien ihre Autobiographie „Wieder aufstehen“, die sie zusammen mit dem Sportjournalisten Detlef Dreßlein verfasste, im Münchner mvg Verlag.

## Erfolge
Rad-Weltmeisterschaft 2006 in Aigle
- Gold Einzelzeitfahren 16,8 km
- Gold Zeitfahren 500 m
- Gold 3000-Meter-Verfolgung
- Bronze Straßenrennen 46,4 km

Rad-Weltmeisterschaft 2007 in Bordeaux
- Bronze Zeitfahren 500 m
- Gold 3000-Meter-Verfolgung
- Gold Einzelzeitfahren 19,8 km
- Silber Straßenrennen 47,7 km

Sommer-Paralympics 2008
- Silber Zeitfahren 500 m
- Silber Einzelverfolgung